# 1-乙烯基环丁烯
1-乙烯基环丁烯是一种不饱和有机化合物，化学式为C6H8。它可由环丁酮和乙烯基溴化镁在碘存在下加热反应制得。它在二氧化铂催化下氢化，可以得到乙基环丁烷。